# 顧慥
顧慥（？—？），字忠浚，號桐柏，四川蜀府儀衛司官籍直隸山陽縣（今淮安市淮安區）人。明朝政治人物。

## 生平
萬曆二十五年（1597年）丁酉科四川鄉試第五十一名舉人，联捷二十六年（1598年）戊戌科進士，兵部觀政，授山西芮城知縣，二十八年調任太湖知縣，三十三年行取，三十五年（1607年）考選，三十六年八月授山東道御史，巡视東城，本年巡按江西，四十四年两淮巡盐，四十五年丁憂。四十八年復除河南道御史，巡视京營。本年遷大理寺左寺丞，天启二年（1622年）六月升太常寺少卿添注、提督四夷馆，三年改大理寺右少卿，五年升太僕寺卿。天启六年（1626年）八月以久病家居，免官閑住。崇禎元年（1658年），魏忠贤倒台，恢复诰命。

## 家族
曾祖顧元勳。祖父顧處。父顾绍淑，儀衛副。